# Station Scotscalder
Station Scotscalder (Engels: Scotscalder railway station) is het spoorwegstation van de Schotse plaats Scotscalder. Het station ligt aan de Far North Line en is geopend in 1874.

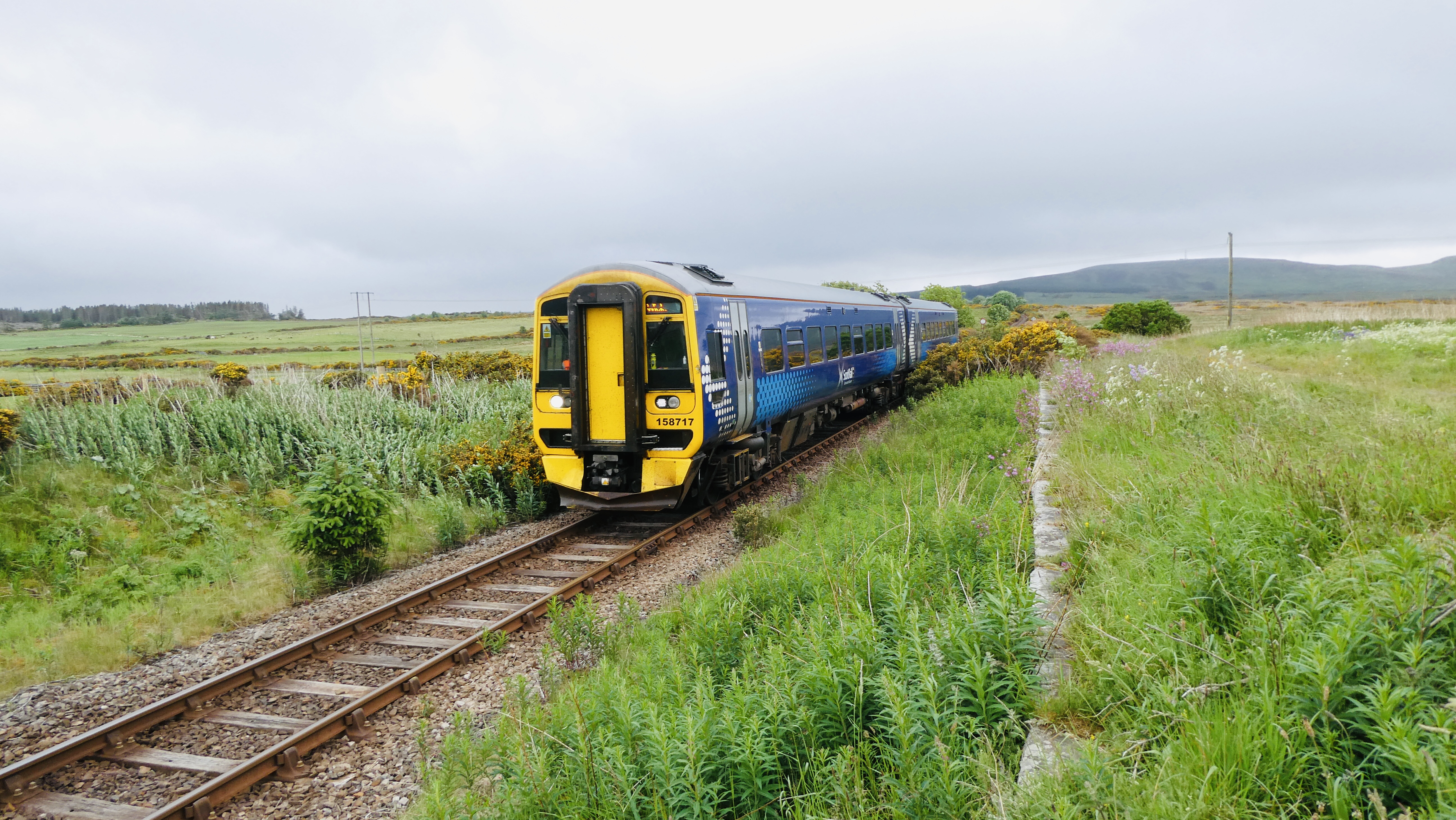
Landschap bij station